# Transactions of the London Mathematical Society
Transactions of the London Mathematical Society ist eine in englischer Sprache erscheinende mathematische Fachzeitschrift, die von der London Mathematical Society herausgegeben wird. 
Sie erscheint nur in elektronischer Form und behandelt dieselben Themen wie die drei anderen Zeitschriften der London Mathematical Society, mit denen sie auch dasselbe Herausgebergremium hat. Sie ist Open Access.
Sie veröffentlicht Arbeiten aus allen Gebieten der Mathematik, „with an emphasis on excellent exposition of research which explores the interconnectedness of pure mathematics or extends the boundaries of its applicability“.